# Char nuur (ajmak dzawchański)

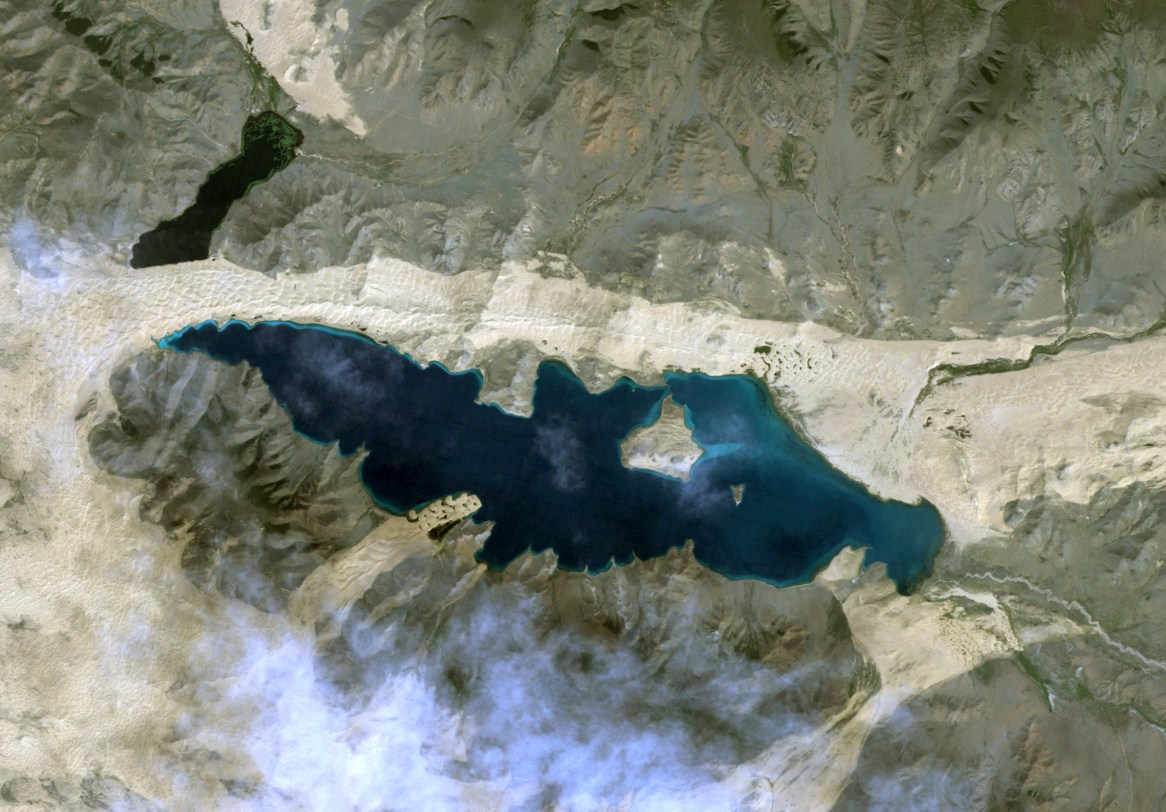
Zdjęcie satelitarne (Landsat 7), północ na górze, 2006-08-06

Char nuur − słodkowodne jezioro w północno-zachodniej Mongolii, ponad brzegiem Kotliny Wielkich Jezior. Zajmuje dolinę w Górach Changajskich. Jawnych rzek zasilających nie posiada jak też i odpływu naziemnego (nadmiar wody filtruje się i uchodzi do Kotliny Wielkich Jezior pod poziomem piasków). W latach 1950. do jeziora nieposiadającego wcześniej naturalnej ichtiofauny, został wypuszczony omul bajkalski, który z braku wrogów naturalnych zaczął osiągać duże rozmiary.